# Скањане (Пескара)
Скањане (итал. Scagnane) је насеље у Италији у округу Пескара, региону Абруцо.
Према процени из 2011. у насељу је живело 79 становника. Насеље се налази на надморској висини од 561 м.